# Мережа міських сайтів The City
Мережа міських сайтів The City — українська сітка міських інтернет-видань, яку в 2017 році запустила та продовжує розвивати громадська організація «Агенція розвитку локальних медіа „Або“». Станом на березень 2024-го до неї входить 60 сайтів з малих та середніх міст України.

## Сайти мережі
Станом на березень 2019 року найвищу відвідуваність мали сайти мережі Сусіди.City (Чернігівська область), Жмеринка.City (Вінницька область) та Біляївка.City (Одеська область) — 140—155 тисяч переглядів сторінок та 37-45 тисяч унікальних користувачів. Населення кожного із міст, де працюють сайти, не перевищує 35 тисяч осіб. Ще 11 сайтів мережі мають відвідуваність 60-115 тисяч переглядів на місяць, 6 — 35-60 тисяч.

## Структура власності
Більшість сайтів засновані колективами екс-комунальних видань, які пройшли роздержавлення, та належать редакційним колективам. Деякі — у приватній власності. Кому саме належить конкретне інтернет-видання, можна дізнатися на сторінці «Редакційна політика». Вона є на кожному із сайтів.

### Умови співпраці з агенцією
Прийом заявок від редакцій, які хочуть запустити власні інтернет-видання на платформі The City, триває протягом всього року. Двічі або тричі на рік агенція відбирає 5-10 редакційних команд, яким за фінансової підтримки міжнародних донорів запускає сайти та надає менторську підтримку протягом 6-12 місяців. Участь у менторській програмі є обов'язковою умовою запуску сайту.
За кожною редакцією закріплюють менторів — досвідчених редакторів і медіаменеджерів. Вони працюють з редакціями у щоденному режимі, відповідають за монетизацію інтернет-видання, збільшення аудиторії, контент-складову. Також із редакціями постійно працюють дизайнери, SMM- та SEO-експерти.
Редакції укладають з агенцією договір, за яким вони отримують право користування вебплатформою The City після проекту лише за умови дотримання редакційних правил мережі, журналістських стандартів та маркування всіх рекламних матеріалів. У випадку системного порушення цих правил агенція має право позбавити редакцію права доступу та платформи The City.
Окрім безкоштовного підключення до мережі (вартість якого редакціям покривають міжнародні донори), до мережі The City можна приєднатися на умовах франшизи. При цьому робота редакції із ментором протягом перших місяців після запуску сайту та дотримання редакційних стандартів так само лишаються обов'язковими умовами контракту.

## Медіамоніторинги та нагороди
Інтернет-видання мережі The City регулярно фігурують в моніторингах якості журналістських матеріалів, які готують громадські організації «Детектор медіа», Інститут демократії імені Пилипа Орлика, Донецький інститут інформації та інші.
У дослідженні якості контенту, тематики та дотримання стандартів журналістики та законодавства при висвітленні парламентських виборів 2019 року, яке провів Інститут демократії імені Пилипа Орлика, інтернет-видання Попасна.City (Луганська область), Калинівка.City (Вінницька область), Маяк.Media (Миколаївська область) потрапили до переліку тих районних видань, в матеріалах яких не знайдено ознак замовності.
За оцінками експертів того ж моніторингу, Попасна.City є єдиним інтернет-виданням області, яке належить редакції екс-комунальної газети та має повноцінний сайт, що постійно оновлюється. Також воно і Троїцьке.City (Луганська область) отримали 4 бали з 5 можливих за критерієм дотримання журналістських стандартів.
У червні 2019-го онлайн-журнал Свои.City та інтернет-видання мережі Сусіди.City (Чернігівська область) увійшли до лонг-листу національної премії «Високі стандарти журналістики».
У вересні 2022-го року громадська організація "Або" отримала міжнародну медійну премію IPI-IMS Free Media Pioneer – 2022 за вплив на розвиток української журналістики в умовах війни, стійкість й адаптацію до нових реалій. Разом із ними цю премію отримало ще 6 медійних проєктів, серед яких Українська правда, Слідство.info, Ukraїner, StopFake. 
У липні 2023-го громадська організація "Або" та мережа The City отримали нагороду Hyperlocal Media Market Growth Award від організації Media Development Foundation

## Діяльність під час війни
З початком широкомасштабної війни мережа The City продовжила безперервну роботу, зокрема, у громадах на сході та півдні України, які опинилися у тимчасовій окупації – Сватове, Попасна, Волноваха, Нова Каховка, Мелітополь, Генічеськ, Скадовськ, Нижні Сірогози. Редакційні команди евакуювалися на вільну територію України. Частина з них продовжили віддалено оновлювати сайти. Оновлення інших ресурсів взяла на себе ГО "Або", яка сформувала для цього окрему журналістську команду. У більшості тимчасово окупованих громад ці сайти лишаються єдиними україномовними та проукраїнськими медіа.  